# Xã Grant, Quận Linn, Iowa
Xã Grant (tiếng Anh: Grant Township) là một xã thuộc quận Linn, tiểu bang Iowa, Hoa Kỳ. Năm 2010, dân số của xã này là 1.376 người.